# Radieux
Radieux (titre original : Luminous) est un recueil de nouvelles de science-fiction écrites par l'écrivain australien Greg Egan, publié en 1998 puis traduit en français et publié en 2007. Le recueil appartient essentiellement au sous-genre hard science-fiction. Il est composé de dix nouvelles.

## Contenu
- Paille au vent, 1996 ((en) Chaff, 1993)
- L'Ève mitochondriale, 2007 ((en) Mitochondrial Eve, 1995)
- Radieux, 1998 ((en) Luminous, 1995)
- Monsieur Volition, 2007 ((en) Mister Volition, 1995)
- Cocon, 1995 ((en) Cocoon, 1994)Prix des lecteurs du magazine Asimov's Science Fiction de la meilleure nouvelle longue 1995
- Rêves de transition, 1996 ((en) Transition Dreams, 1993)
- Vif Argent, 1998 ((en) Silver Fire, 1995)
- Des raisons d'être heureux, 1999 ((en) Reasons to Be Cheerful, 1997)
- Notre-Dame de Tchernobyl, 1996 ((en) Our Lady of Chernobyl, 1994)
- La Plongée de Planck, 2007 ((en) The Planck Dive, 1998)

## Résumés

### Paille au vent
Un tueur est chargé par son gouvernement de l'élimination d'un biologiste militaire qui a rejoint les cartels de la drogue et disparu dans une forêt génétiquement modifiée pour se défendre contre toute agression.

### Rêves de transition
Un homme décide de faire faire par une société spécialisée dans ce type de services la copie exacte, sous forme de logiciel, de ses processus mentaux afin de les réintégrer dans un robot et jouir ainsi d'une vie sans maladie, sans vulnérabilité et sans mort. Il est averti qu'après le processus de copie, la mise en route du logiciel produit des rêves, appelés rêves de transition, qui ne laissent aucun souvenir une fois la copie entièrement activée. Il commence alors à s'inquiéter au sujet de la nature de ces rêves.

### Des raisons d’être heureux
Un jeune homme est atteint d'une maladie mortelle le rendant anormalement heureux. À la suite de sa guérison, il ne ressent plus le bonheur. S'ensuit une quête du vrai bonheur, celui qui n'est ni omniprésent, ni arbitraire...

## Réception
La publication en français de ce recueil fait suite à Axiomatique qui avait reçu un accueil très positif. La réception critique de Radieux est en revanche mitigée, partagée entre enthousiasme et déception.

## Éditions
- Luminous, Millennium, 1er septembre 1998, 295 p.  (ISBN 1-85798-551-6)
- Radieux, Le Bélial', 15 septembre 2007, trad. Sylvie Denis, Francis Lustman, Francis Valéry et Quarante-deux, 426 p.  (ISBN 978-2-84344-082-3)
- Radieux, Le Livre de poche, 14 septembre 2011, trad. Sylvie Denis, Francis Lustman, Francis Valéry et Quarante-deux, 480 p.  (ISBN 978-2-253-15989-6)